# Кампо-Калабро
Кампо-Калабро (італ. Campo Calabro, сиц. U Campu) — муніципалітет в Італії, у регіоні Калабрія,  метрополійне місто Реджо-Калабрія‎.
Кампо-Калабро розташоване на відстані близько 490 км на південний схід від Рима, 115 км на південний захід від Катандзаро, 12 км на північ від Реджо-Калабрії.
Населення — 4518 осіб (2014).
Покровитель — Santa Maria Maddalena.

## Демографія
Населення за роками:

Станом на 1 січня 2023 року в муніципалітеті офіційно проживало 189 іноземців з 25 країн, серед них 55 громадян країн Євросоюзу та 8 громадян України.

## Сусідні муніципалітети
- Фьюмара
- Реджо-Калабрія
- Вілла-Сан-Джованні